# 서동훈 (가수)
서동훈(1985년 4월 16일 ~)은 대한민국의 가수다. 2012년 제이스타일의 Fight Me에 피처링으로 참여했고, 2015년 원데이 EP 앨범 [인형이 말해]로 정식 데뷔했다. 현재는 원데이를 탈퇴하고 솔로로 활동 중이다.

## 방송
- 슈퍼스타K 3 - Top16(13위)

## 음반
- 인형이 말해 (2015)
- 사랑, 그리고 이별 (2016)
- 들리시나요 (2016)